# Morty Smith
Pour les articles homonymes, voir Smith.
 (février 2024).
La mise en forme du texte ne suit pas les recommandations de Wikipédia : il faut le « wikifier ».
Les points d'amélioration suivants sont les cas les plus fréquents. Le détail des points à revoir est peut-être précisé sur la page de discussion.
- Les titres sont pré-formatés par le logiciel. Ils ne sont ni en capitales, ni en gras.
- Le texte ne doit pas être écrit en capitales (les noms de famille non plus), ni en gras, ni en italique, ni en « petit »…
- Le gras n'est utilisé que pour surligner le titre de l'article dans l'introduction, une seule fois.
- L'italique est rarement utilisé : mots en langue étrangère, titres d'œuvres, noms de bateaux, etc.
- Les citations ne sont pas en italique mais en corps de texte normal. Elles sont entourées par des guillemets français : « et ».
- Les listes à puces sont à éviter, des paragraphes rédigés étant largement préférés. Les tableaux sont à réserver à la présentation de données structurées (résultats, etc.).
- Les appels de note de bas de page (petits chiffres en exposant, introduits par l'outil «  Source ») sont à placer entre la fin de phrase et le point final[comme ça].
- Les liens internes (vers d'autres articles de Wikipédia) sont à choisir avec parcimonie. Créez des liens vers des articles approfondissant le sujet. Les termes génériques sans rapport avec le sujet sont à éviter, ainsi que les répétitions de liens vers un même terme.
- Les liens externes sont à placer uniquement dans une section « Liens externes », à la fin de l'article. Ces liens sont à choisir avec parcimonie suivant les règles définies. Si un lien sert de source à l'article, son insertion dans le texte est à faire par les notes de bas de page.
- La présentation des références doit suivre les conventions bibliographiques. Il est recommandé d'utiliser les modèles {{Ouvrage}}, {{Chapitre}}, {{Article}}, {{Lien web}} et/ou {{Bibliographie}}. Le mode d'édition visuel peut mettre en forme automatiquement les références.
- Insérer une infobox (cadre d'informations à droite) n'est pas obligatoire pour parachever la mise en page.

Pour une aide détaillée, merci de consulter Aide:Wikification.
Si vous pensez que ces points ont été résolus, vous pouvez retirer ce bandeau et améliorer la mise en forme d'un autre article.
Morty C. Smith est le principal personnage fictif de la série d'animation américaine Rick et Morty, diffusée depuis le 2 décembre 2013 à la télévision sur Cartoon Network. Il est doublé en version originale par Justin Roiland — le créateur de la série — et en versions françaises et québécoises par Thibaut Delmotte et Philippe Martin. Morty est connu pour sa personnalité maladroite, anxieuse, hésitante, douteuse et son faible estime de soi ; le personnage a été très bien accueilli par la critique. Il est le petit-fils bon enfant et impressionnable de Rick Sanchez, le fils de Jerry et de Beth Smith, le frère cadet de Summer Smith et père de Thoolie, Morty Jr. et Naruto Smith, qui peut être facilement manipulé.
Voyageur inter-dimensionnel, plusieurs versions alternatives de Morty à travers les multivers sont apparues dans la franchise. Bien qu'il se soit initialement appelé "Morty C-137" en référence à la désignation donnée à son grand-père par le Conseil Trans-Dimensionnel des Ricks, en référence à l'univers original de Rick, "C-137", dans "Rickmurai Jack", Rick se révèle ne pas être le Rick original de Morty, avec la véritable désignation de réalité de Morty, Morty Prime, révélé dans le commentaire audio pour "Solaricks". Le tome 1 de la Oni Press Rick et Morty série de bandes dessinées (comprenant les deux premiers volumes de la série) suit Rick et Morty of Dimension C-132 (jusqu'à leur mort dans l'"Head-Space" arc) tandis que la plupart des numéros des versements suivants suivent le Rick (C-137) et Morty (Prime) de la série télévisée ; le jeu vidéo Pocket Mortys suit Rick et Morty de Dimension C-123 qui capturent de nombreuses versions alternatives de Morty, y compris ses homologues féminines Morticia et Mortabel, tandis que divers autres Mortys sont au centre d'épisodes se déroulant dans la Citadelle des Ricks inter-dimensionnelle. et Mortys, dirigé par le Président Morty de la Dimension 79⊢⊇V, familièrement connu sous le nom de "Méchant Morty" parmi les fans et les médias jusqu'à ce que la série cinquième saison, où ce nom a été officiellement adopté, dont l'histoire d'origine est explorée dans la septième saison épisode "Unmortricken". Le personnage a reçu un accueil critique positif.

## Premières aventures

### Saison 1
Dans la première saison] de la série, Morty Smith de la Prime Dimension (Morty Prime) a 14 ans et est étudiant avec sa sœur aînée Summer. Morty semble souffrir d'anxiété et est facilement stressé, en grande partie à cause des expériences traumatisantes vécues au cours de ses aventures avec Rick. Il est souvent considéré comme idiot par Rick et d'autres, mais il se révèle plus sage que son grand-père en termes de compréhension des sentiments des gens et est capable d'une colère explosive et d'une indignation morale en s'opposant à l'attitude et aux actions de Rick. Dans "Rick Potion #9", Morty est obligé d'abandonner sa dimension d'origine (la Dimension Prime) et sa famille pour la Dimension C-131 (où des versions de lui et Rick viennent de mourir ) après une "potion d'amour" que Rick a préparée pour Morty muté avec la grippe , tandis que dans "Raising Gazorpazorp", l'utilisation par Morty d'un robot sexuel avec un "construit -in baby-maker" lui permet d'engendrer un fils à moitié extraterrestre, Morty Junior, qui atteint sa maturité dans la journée avant d'écrire un best-seller. livre sur son éducation par Morty intitulé « Mon (horrible) père ». Dans "Close Rick-Counters of the Rick Kind", Morty rencontre alors "Méchant Morty" pour la première fois.

### Saisons 2 à 6
Dans "The Ricklantis Mixup", Morty visite l'Atlantide et vit une aventure romantique intense avec plusieurs sirènes,. Dans "A Rickle in Time", Morty, Summer et Rick passent six mois à réparer leur maison et à déconner avec le temps figé après les événements de "Ricksy Business". Dans "Mort Dinner Rick Andre", Morty sort avec Jessica, et dans "A Rickconvenient Mort", Morty sort avec Planetina.

### Saison 7
Dans "Rickfending Your Mort", Morty se révèle avoir recommencé à sortir avec Jessica avec désinvolture.

### Série de bandes dessinées
Morty Prime apparaît comme un personnage principal dans plusieurs arcs narratifs de Oni Press Rick et Morty série de bandes dessinées, ainsi que dans le série Rick et Morty Cadeaux et diverses séries limitées.

## Autres versions

### Méchant Morty
Voyageur inter-dimensionnel et ancien président de la Citadelle des Ricks et Mortys, Méchant Morty (Président Morty) de la Dimension 79⊢⊇V a pris le contrôle de son Rick avec un contrôle mental cache-oeil dans le cadre d'un complot visant à échapper à la courbe centrale finie.

### Citadelle de Ricks et Mortys
La Citadelle de Ricks et Mortys est une société interdimensionnelle peuplée presque exclusivement de versions alternatives de Rick et Morty provenant de tout le multivers, fondée par Rick C-137, et plus tard dirigée par les Trans. -Conseil dimensionnel des Ricks, Conseil fantôme des Ricks et Président Morty (Méchant Morty). Les résidents notables de Morty comprennent :
- Mortipper et Mortabel Pines–Smith – Jumeau identique garçon et fille personnage composites des jumeaux Morty et les Pins Dipper et Mabel de Gravity Falls, ils sont introduits comme personnages d'arrière-plan dans "Close Rick-Counters of the Rick Kind" comme Œuf de Pâques camées, avant d'être ensuite nommés par créateur de Gravity Falls Alex Hirsch en avril 2017[4], et présenté comme personnage jouables Pocket Mortys. Après que le duo soit réapparu dans "The Ricklantis Mixup", Mortabel est revenue seule dans le scénario de Gravity Falls: Lost Legends "Ne Le Dimensionnez Pas" par Hirsch et Serina Hernandez[5],[6]; dans le scénario, elle est représentée comme l'une des nombreuses versions alternatives de Mabel piégée dans une poche. dimension avec les "Mabels du Multivers", qui rejoignent la réalité primaire Mabel pour affronter l'Anti-Mabel. Mortabel est ensuite vu dans Rick C-137 de "crybaby" retour en arrière de l'histoire dans "Rickmurai Jack ", dans lequel un jeune Rick C-137 avait volé la technologie du propre grand-père de Mortabel[7].
- Directeur de Campagne Morty – Le directeur de campagne du candidat (plus tard président) Morty, qui est licencié avant de ne pas réussir à assassiner son ancien patron.
- Officier de Police Morty – Un policier obèse et corrompu qui nourrit un sentiment anti-Morty, et est en partenariat avec un Rookie Rick.
- Gros Morty – Un baron de la drogue qui dirige une partie du monde criminel de Mortyville.
- Les étudiants de L'Académie d'Morty – Mortys dont les Ricks sont morts ou abandonnés, qui fréquentent l'école avant de se voir attribuer de nouveaux Ricks. La veille de la remise des diplômes, un groupe de Mortys dirigé par Nappe Morty recherche le mythique portail des souhaits. En le trouvant, ils décident de sacrifier quelque chose d'important pour réaliser leurs souhaits. Slick, exprimant le souhait que la vie de Mortys change, se jette dans le portail – en fait une poubelle.
- Juge Morty – Un juge à la Citadelle qui a sa propre émission de télévision dans la salle d'audience, avec une version de Summer lui servant d'huissier. Apparu pour la première fois dans une "scène animatique" en août 2016[8], il a fait ses débuts officiels dans Pocket Mortys et dans la bande dessinée de 2018 "Morty Court ".

#### Pocket Mortys
L'intrigue principale de Pocket Mortys suit Morty C-123 et son Rick, basé sur la Citadelle, alors qu'ils se lancent dans un défi inspiré de Pokémon dans lequel Rick attrape divers Mortys « sauvages » dans d'autres dimensions, les combattant avec une variété de « formateurs » sous la forme de Ricks, extraterrestres , et plusieurs personnages secondaires. Des centaines de Mortys sont disponibles sous forme de personnages jouables dans le jeu, y compris tous les Morty qui apparaîtront dans la série télévisée/comique, et de nombreux Mortys originaux, dont Morticia, d'une dimension où Morty est né fille.

### Morty C-132
L'un des deux principaux protagonistes des trois premiers volumes de la Oni Press Rick et Morty série de bandes dessinées, le Morty of Dimension C-132 aide Rick à utiliser des cristaux de temps pour gagner à la bourse dans Le Wubba Lubba Dub Dub de Wall Street. Dans Head-Space, dans une parodie de Dune, à la suite d'une invasion extraterrestre  dont l'armée se rend à Morty C-132 en raison d'une ancienne prophétie, il devient le Morty'Dyb, le dirigeant de leur empire galactique. 180 ans plus tard, Morty C-132 en a assez de son règne et de l'immortalité qu'il a conféré à sa famille, alors que Rick (le QuasRick Haderach) mène une rébellion contre lui. À la fin du scénario, Rick et Morty C-132 sont tués et leur univers détruit, avant que l'arc ne pivote vers Rick C-137 et Morty Prime (les protagonistes du Rick et Morty "série télévisée, et la plupart des volumes ultérieurs de la série de bandes dessinées) qui regardaient des enregistrements de leurs souvenirs sous forme de "film" depuis les têtes désormais coupées de leurs homologues C-132.

### Dictateur Morty
Dans l'arc de la série de bandes dessinées La crise de Rickfinity, un Dictateur Morty au visage marqué se révèle être aux commandes de l'univers 304-X, une réalité. sur la courbe centrale finie où Rick Sanchez n'est jamais né, après avoir fui son propre Rick abusif.

### Cloner Morty
Le protagoniste de Rick et Morty: Virtual Rick-ality, Cloner Morty, également connu sous le nom de Des Pièces de Rechange Morty , est un clone de Morty cultivé à la fois pour aider Rick et Morty dans des tâches subalternes, et pour fournir des organes si Morty en avait besoin. Pièces détachées Morty revient dans l'arc de la série de bandes dessinées Certains Morty à Aimer, où après que Morty se retrouve avec deux rendez-vous pour danser au lycée - Jessica et la princesse martienne Decoria - Rick réveille Spare Parts Morty (l'un des trois clones de Morty vivant sous la maison ) pour amener Jessica au bal, tandis que Morty y assiste avec Decoria. Après la danse, après avoir perdu leurs rendez-vous, les deux Mortys sont impliqués pour avoir une relation sexuelle à leur retour chez eux.

### Le Pire Morty
Dans l'arc de la série de bandes dessinées Le Bilan, "juste le prochain univers après" celui dans lequel Rick C-137 réside actuellement, le "Le Pire Morty" convainc son Rick de lui acheter le Hollaluog, une armure blindée tout-puissante et imprenable et la "plus grande arme de guerre jamais conçue", l'utilisant dans de nombreuses aventures avant qu'il ne soit kidnappé. sans cela par Peacock Jones, qui kidnappe Morty et lui fait un lavage de cerveau pour tenter de tuer Rick, avant qu'une bombe des IllumiRicki ne tombe dans leur garage. Après avoir été guéris et avoir accompagné Rick pour tuer l'IllumiRicki, Morty et Rick reviennent dans une tentative infructueuse de désactiver la bombe, qui explose. , les tuant et détruisant leur univers. Dans Rick et Morty Vont en Enfer, les Rick et Morty de Le Bilan se retrouvent dans Enfer; ne se souvenant pas de la façon dont ils sont morts, Morty part à la recherche du le Diable pour tenter de conclure un accord avec lui, avant que Rick ne tue involontairement le Diable et ne prenne sa place, en utilisant ses pouvoirs. pour recréer l'univers au sein de l'Enfer, permettant à Morty de vivre une vie normale avant que Rick ne retourne en Enfer pour régner pour toujours à contrecœur.

### Leurre Mortys
Dans "Mortyplicity", de nombreuses versions robotiques "leurres" de la famille Smith se révèlent avoir été construites par Rick et répandues à travers l'Amérique (le vrai Rick ayant construit une seule famille de leurres, qui a ensuite construit ses propres leurres) , y compris de nombreuses versions de Morty qui avec le reste de sa famille dans une "cascade Asimov" procède à s'entre-tuer, avant que le vrai Morty et sa famille ne reviennent sur Terre.

### Divers
D'autres versions alternatives de Morty apparaissent dans la série Web Rick et Morty: Les Aventures Non Canoniques (2016-2021) et la série animée Rick et Morty: l'Anime (2024-présent), exprimé dans cette dernière série par Keisuke Chiba, avec sous-titres.

## Développement
Le personnage a été créé par Justin Roiland et Dan Harmon, qui se sont rencontrés pour la première fois sur Channel 101 au début des années 2000. En 2006, Roiland a créé "Les vraies aventures animées de Doc et Mharti", un court métrage d'animation parodiant les personnages de Doc Brown et Marty McFly, et le précurseur de « Rick et Morty ». L'idée de "Rick et Morty", sous la forme de "Doc et Mharti", a été évoquée dans Adult Swim, et les idées d'une famille element et Rick étant le grand-père de Morty ont été développés.
Morty a été exprimé par Justin Roiland pour les six premières saisons de "Rick et Morty" et du matériel promotionnel, tandis que Harry Belden exprime le personnage à partir de la septième saison.
En septembre 2021, Jaeden Martell a interprété Morty Smith dans une série d'interstitielles promotionnelles, réalisées par Paul B. Cummings, aux côtés de Christopher Lloyd dans le rôle de Rick Sanchez,.

## Dans d'autres médias

### Apparitions d'invités
Morty Smith apparaît dans le canapé gag de l'épisode 2015 Les Simpsons "Mathlete's Feat", clonage une nouvelle Famille Simpson après avoir accidentellement tué le précédent.
Morty Smith est apparu dans le film de 2021 Space Jam : Nouvelle Ère, retenant le Tasmanian Devil avant de le laisser entre les mains de LeBron James et le TuneSquad. Dans l'épisode de 2023 "Rickfending Your Mort", ce Morty et son Rick se révèlent avoir été tués par pitié par Rick C-137.
Morty Smith apparaît dans l'épisode 2022 "La Moitié Dans le Sac" "Jayus Ex Mikeina" de Red Letter Media, avec Roiland reprenant son rôle, doublage sur Jay Bauman, qui incarne physiquement Morty dans l'épisode.

### Jeux vidéo
Dans le Battle Pass de la saison 7 du chapitre 2 de Fortnite Battle Royale, Morty apparaît comme une pioche inspirée d'une version alternative de lui appelée "Hammerhead Morty", qui est apparue dans plusieurs épisodes de la série. En août 2021, il est devenu disponible sous forme de tenue, nommée Mecha Morty.
En octobre 2022, Morty a été ajouté comme personnage jouable dans le jeu de combat MultiVersus,.

## Réception
Le personnage a reçu un accueil globalement positif. VerbStomp a décrit Morty comme "Peut-être l'image de l'innocence de l'enfance, ou peut-être le produit de la négligence parentale. Morty est inintelligent, nerveux [...] et affligé, probablement en raison de ses expériences traumatisantes alors qu'il s'aventurait dans de nouveaux mondes avec Rick. "

### Récompenses et nominations
| Année | Prix                              | Catégorie                                                                          | Candidat(s)    | Résultat   | Réf.   |
| ----- | --------------------------------- | ---------------------------------------------------------------------------------- | -------------- | ---------- | ------ |
| 2015  | Prix BTVA pour le doublage        | Meilleure performance vocale masculine dans une série télévisée – Comédie/musicale | Justin Roiland | Gagné      | [ 26 ] |
| 2016  | Prix BTVA pour le doublage        | Meilleure performance vocale masculine dans une série télévisée                    | Justin Roiland | Nomination | [ 27 ] |
| 2017  | Prix IGN                          | Meilleure performance télévisée comique                                            | Justin Roiland | Gagné      | [ 28 ] |
| 2021  | Super Prix du Choix des Critiques | Meilleur doubleur dans une série animée                                            | Justin Roiland | Nomination | [ 29 ] |